# Прохори (село, Україна)
Прохори́ (також Прохорі) — село у Ніжинському (до 2020 року - Борзнянському) районі Чернігівської області України. Населення — 816 осіб (2012 рік). До 2016 орган місцевого самоврядування — Прохорівська сільська рада.

## Географія
Село розташоване в південно-східній частині Чернігівської області, на заході Борзнянського району на межі з Ніжинським і Бахмацьким районами. Відстань до районного центру автошляхами 27,8 км).
Площа села 5 км².
Висота над рівнем моря — 130 м.
Відстань до обласного центру (Чернігів) — 75 км, до найближчого економічного та культурного центру (Ніжин) — 37 км, до Києва — 150 км. Населений пункт розташований за 4 км від автомагістралі М02E101 Київ—Москва. До найближчої залізничної станції Крути (Пам'ятне) від села — 9 км. За 30 км розташована на Десні пристань Кладьківка. До найближчої автобусної станції (Ніжин) — 37 км.
У селі протікала річка Крискавка, якою, за переказами, ходили великі човни. У наш час річки не існує, подекуди залишилися невеликі яри. Довкола Прохорів багато ставків, які потерпають від осушення.

## Історія села

### Заснування і назва
Багато інформації про історію села є в книзі «Історія Сиволожі». У ній є згадка Філарета Гумілевського, у якій він наводить малоймовірне припущення, що 1185 року Новгород-Сіверський князь Ігор Святославич, зібравшись іти на половців, звернувся до Чернігівського князя Ярослава з проханням, щоб він дав йому на допомогу загін ковуїв. Ярослав Чернігівський задовольнив його прохання і дав йому ковуїв під керівництвом онука «Прохорового». Мабуть якийсь Прохор відіграв важливу роль в житті Чернігівського князівства, так як його ім'я літописець для більшої популярності приєднує до імені Ольстин, підкреслюючи, що Ольстин — онук Прохора. Оскільки ковуї жили в Сиволожі, Ольстин відповідно теж мешканець Сиволожі. Філарет приходить висновку, що село Прохори одержало свою назву від Прохора — діда Ольстина Алексіча, і було його вотчиною.
Проте, ймовірніше, село було засновано значно пізніше. У переписній книзі Малоросійського приказу (1666) є опис села Прохоров. Було вказано саме село, а не деревня, а тому, ймовірно, у Прохорах уже був свій храм. У селі були 51 селянський двір (із землею та орною худобою) та 6 бобильських дворів (без землі). Усіх дорослих чоловіків перелічено поіменно.
Ще одна відома письмова згадка про село, знайдена в описах Лазаревського у ніжинському архіві свідчить, що за описом Рум'янцева (Рум'янцевський опис Малоросії 1765—1769) від 60-х років XVIII сторіччя, що село Прохори було розташоване на болотах Терешковиця і Хрещате, в селі протікала річка Крискавка, існувало два кургани — Різдва Христова та Святого Миколая. Належало тоді село прохорським священикам Слоницьким та прохорському сотнику Григорію.
Заселення села відбувалося шляхом поселення козаків, яким були відведені землі гетьманом. На користь цього свідчить той факт, що до ліквідації Гетьманщини в Прохорах не було посполитих. Із групою козаків більш за все поселився хтось з видної старшини, бо з 1672 року це село стало сотенним центром Ніжинського полку, відібравши цей статус у Сиволожа та Хорошого Озера. Сотенним центром воно залишалося до самої ліквідації Гетьманщини.
У 1750—1770-х рр. Прохірське сотенне правління мало власну печатку з гербом: у щиті — серце, увінчане хрестом, під яким дві перехрещені пальмові гілки: довкола герба — напис «ПЕЧАТЬ СОТНѣ ПРОХОРСКОИ» (див., напр.: Інститут рукопису НБУ ім. В.Вернадського. — Ф. 1. — Спр. 65232. — Арк. 2 зв.).

### Прохори в другій половині XVIII— на початку XX сторіччя
У 1750 році у Прохорах жило 1349 мешканців, в тому числі 689 чоловіків і 660 жінок. 1860 року налічувалося 1120 чоловіків та 1176 жінок. У 60-х роках XVIII сторіччя в даній місцевості проходив перший перепис населення — «державна ревізія» в результаті якої у 1783 році відбулося остаточне закріпачення селян. Всього державних ревізій, впроваджених російським імператором Петром I було 10 з 1719 по 1858 роки.
Село в основному було козацьке, лише 15 сімей було кріпосних і 5 дворян. Промисловим заняттям в селі займалися окремі люди, була в селі одна цегельня, одна олійниця, існували приватні крамниці.
Перед Першою світовою війною в Прохорах було 5441 десятин землі. Земля була розподілена дуже нерівномірно. У дворян Годилевського, Трушковського, Феофана Дзюби було від 50 до 100 десятин, по 50—70 десятин мали також Юхим Коломіченко і Андрій Кудлай.
У 1918 році, 7 (20) вересня, у Прохорах був розстріляний місцевий дворянин Остап Амосович Індило, онук колезького реєстратора села Воловиці Гаврила Максимовича.

### Друга світова війна і німецька окупація
Жителі села із самого початку війни організували підготовку до оборони. Між селами Прохори і Бурківкою, недалеко від лісу, був підготовлений для посадки літаків польовий аеродром. Крім того жителі села брали участь у створенні протитанкових ровів біля села Миколаївка. З жителів села був створений винищувальний батальйон, який слідкував за тим щоб ніде в населеному пункті чи на полі не з'явилися парашутисти і шпигуни-диверсанти.
У серпні 1941 року все населення брало активну участь у швидкому збиранні хлібів і відправці їх у глибокий тил країни, прирікаючи себе на голодування. До кінця серпня в тил була відправлена худоба, й почалася евакуація активістів углиб країни. Більш ніж 10 сімей втекло на схід.
При відступі Червоної армії на підході до села був залишений невеликий загін, що прикривав відхід основних сил. 13 вересня рештки загону залишили село. Захопивши село, німецькі вояки повиганяли людей з хат, а самі в них розташувалися.
Окупація тривала рівно два роки. За час окупації диверсантами було зруйноване колгоспне господарство, частина будівель, частина майна перевезена в інші села. Населення Прохорів в партизанському русі участі безпосередньо не брало, але щоденно чинило опір у постачанні німецьким військами хліба, худоби, одягу, який німці збирали у 1942 році під час лютої холодної зими. Жодна людина не дала теплого одягу, хоч поліцаї і намагалися забрати.
На початку вересня 1943 року в районі села знову розпочалися бойові дії. 11 вересня на околиці села Прохори в напрямку на Сиволож, Шевченка вийшли загони німців для оборони. Селяни згадують: «Йшли вони дуже тихо, ланцюжком один за одним і розташувалися на околиці села. Другого дня з-за села чулася стрільба кулемета, але гарматних пострілів не було. Село притаїлося і мовчало. В центрі села, біля клубу, німці викопали ями — сховища, а в шкільному приміщенні зробили госпіталь». 2 вересня почався наступ радянських військ. У Прохори з села Шевченка був відправлений загін з 14 розвідників, бо радянське командування вважало що село німцями залишене. З розвідниками був житель села Прохори, вчитель місцевої школи, боєць Карапиш Степан Мефодійович. Усі бійці загону загинули під селом, а Карапиш був тяжко поранений. Ввечері село і позиції противника, що оборонявся були обстріляні з реактивних мінометів «Катюша». Внаслідок обстрілу багато будівель села згоріли. Німці відступили, а радянські окупанти 13 вересня вступили в село.
Того ж дня німці здійснили спробу контрнаступу з боку села Хороше Озеро. Німецька артилерія обстрілювала село, а радянські гармати, які стояли за селом вели вогонь в бік Хорошого Озера, стріляючи через населений пункт. Під безперервними обстрілами і авіаційними бомбардуваннями в цей день загинуло 14 осіб мирного населення. Бій точився до вечора, а наступного дня радянські війська пішли далі в наступ.
У Другій світовій війні брали участь 700 жителів села, 356 з них загинули, 470 удостоєні урядових нагород. Для увічнення їхньої пам'яті споруджено обеліск Слави.

### Післявоєнний період і до наших днів
Починаючи з 1945 до 1962 року колгосп ім. Куйбишева відбудував майже всі господарчі будівлі, додатково збудувавши 5 свинарників, 12 корівників, комплекс приміщень для зберігання зернових культур, тракторний стан, гараж для автомобілів, гуртожиток, лазня, майстерня по деревообробці і металообробці. Відбудовано було 2 млини, 1 крупорушка, 2 вітряки. Одночасно близько півтисячі сімей колгоспників побудували нові будинки.
Після вересневого пленуму ЦК КПРС господарство колгоспу почало розвиватись в напрямку інтенсифікації сільського господарства, різкого підвищення врожайності всіх С/Г культур, підвищення продуктивності тваринництва. В період з 1953 по 1963 рік колгосп закупив у держави 150 одиниць С/Г техніки: трактори, автомобілі, комбайни, інші С/Г машини. З метою підвищення врожайності в колгоспі почали використовувати нові сорти культур, які давали більш високий врожай. З 1960 року в колгоспі ім. Куйбишева почали широко використовуватися гербіциди та інші хімічні речовини для боротьби з бур'янами та різними шкідниками С/Г. В тваринництві широко застосовувалися механізми для доїння корів, механізовано розвозилися корми. Широко застосовується підживлення цукрового буряку, кукурудзи та інших зернових та технічних культур мінеральними та органічними добривам. В результаті всього вищеперерахованого швидкими темпами зростали валові надої молока.
Як писали у 1972 році в "Історії міст і сіл": З року в рік зростає добробут колгоспників, які живуть в великих добре обладнаних будинках (майже кожна сім'я має телевізори, радіо, велосипеди, деякі сім'ї мають легкові автомобілі, мотоцикли).
На зміну колгоспу ім. Куйбишева в 1994 році прийшло ксп. «Промінь», а в 2002 — СТОВ «Прохорське».

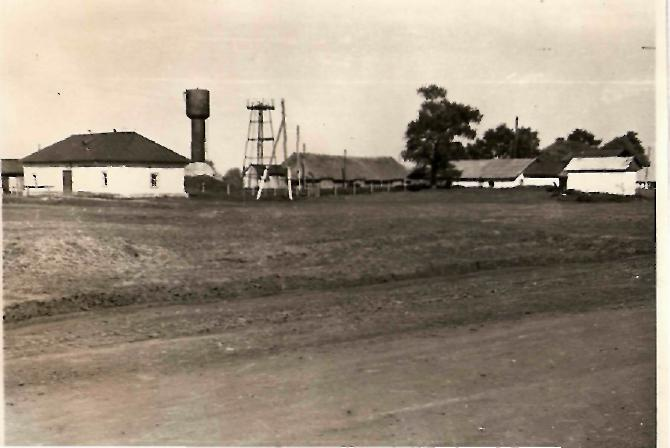
Колгоспний двір

Загальна чисельність населення в 1897 році становила 3187 осіб, в 1939 р. — 1992 особи, в 1959 р. — 2035. за станом на 1 січня 1963 року в Прохорах було 675 дворів, в яких проживало 2400 осіб, з них 992 чоловіки й 1408 жінок. На 1998 рік в селі проживало близько 1000 осіб. Але, на жаль, кількість населення з кожним роком зменшується. А вже за останнім переписом населенням в Прохорах живе близько 850 мешк.
До 1905 року в селі було 8 приватних підприємств роздрібної торгівлі, в яких переважно торгували євреї. Вже на 1963 році Прохорське споживче товариство, яке об'єднувало села Прохори, Бурківку і Шевченка, виконало товарооборот на 465 000 карбованців. В період з 1975 по 1998 роки в селі працювало чотири магазини: сільмаг; продмаг; культмаг; госпмагазин. Після 1998 року в Прохорах залишилися функціонувати лише продмаг і госпмагазин. Останній перестав працювати в 2000 році.
На сьогоднішній день в селі працює продмаг та чотири приватні магазини, серед яких три продовольчі і один господарський. Ще на початку XX століття в Прохорах виник ярмарок і базар. Куди з різних сіл і близьких міст з'їжджалися селяни та міські люди торгувати. Згодом прохоряни і самі виносили рештки своєї продукції на ярмарки чи базари.
У 1910 році виникла перша торговельна кооперація, яку утворили Пирковський П., Галич П. і В'ялий Ф. Вони за свої кошти збудували цегельню, продаючи людям цеглу, бакалійний магазин. Згодом до них почали приєднуватися інші вкладники (пайовики). Таким чином в Прохорах і виникла кооперативна торгівля.
У Прохорах до 1917 року була трирічна земська школа, в 1927 розпочала діяльність семирічна школа, а з 1940 — середня школа. У 1972 році було збудоване нове двоповерхове приміщення для школи. Саме тут знаходиться школа й до сьогоднішніх днів. Нині в Прохорській ЗОШ І-ІІІ ст. навчається 65 учнів. У шкільному приміщенні зараз функціонує дитячий садок. У період з 1934 по 1980 рік у селі працювала лікарня, після її закриття працює мед. амбулаторія. З 1937 року і по наш час безперервно працює ветеринарний пункт. З 1936 року в приміщенні колишньої церкви знаходиться Будинок культури. З 1926 року в селі є сільська бібліотека, яка зараз знаходиться в приміщенні Будинку культури. У школі діє шкільна бібліотека.
У 1999 році в центрі села збудовано нову Св. Миколаївську церкву. Поряд з нею стоїть пам'ятник воїнам, які загинули при визволенні села від нацистських загарбників. А на шкільному подвір'ї в 1972 році відкрито обеліск Слави в пам'ять про односельців, які загинули на фронтах у роки Другої світової війни (347 осіб).
Усі вище перелічені будівлі знаходяться на центральній вулиці села.
На території земель Прохорської сільської ради знаходиться ліс, площею в 350 гектарів, фруктовий сад, 35 ставків та велика кількість меліорацій протяжністю близько 35 кілометрів. На даний момент майже всі болота осушені, а з колишньої річки залишився лише невеликий струмок, що наповнюється водою лише весною.

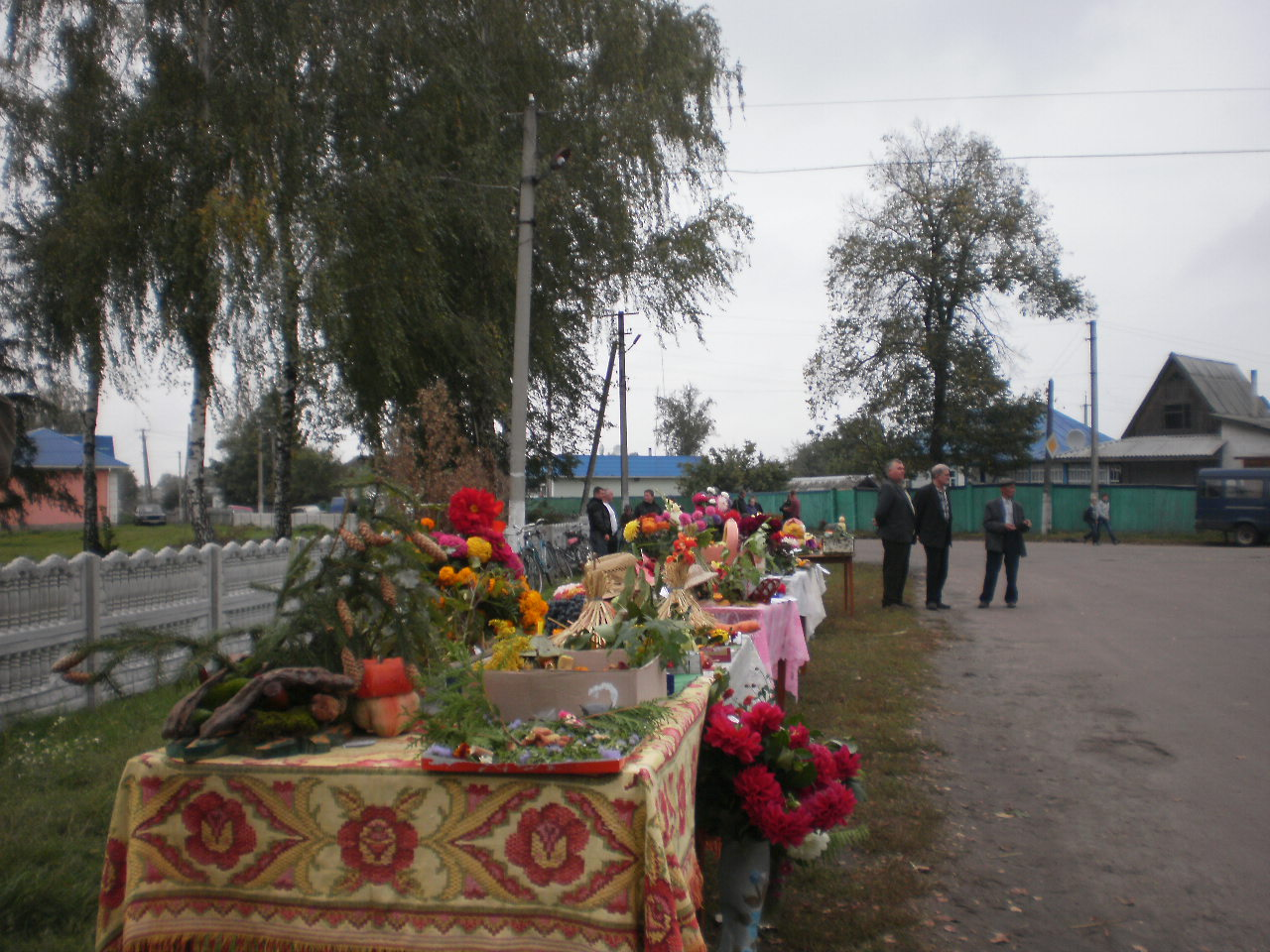
День села 2012

Цікаво, що в основу назв багатьох вулиць, кутків, ставків лягли реальні історичні події, які відбувалися на території села. Це можна розглянути на прикладі північної окраїни села — Могили. В основу цієї назви, як свідчать усні розповіді, які дістали й докуметальне підтвердження(інформація знайдена в одному з Львівських архівів, викладена на сторінках газети «Вісті Борзнянщини»), лягли події, які відбувалися на початку XX ст. на цій території, коли всі охочі (а їх число доходило й до 80 чоловік), незалежно від віку виходили на кінець села (майбутню Могилу), ділилися на 2 табори, і починалася битва. В ролі «рефері» виступав місцевий піп, який, коли бій загострювався повинен був його припиняти. І піп, як свідчать усні перекази, був реальною авторитетною силою за командою якого припинялися бої. Але були випадки, що й піп не в змозі був зупинити баталії й фіксувалися навіть смерті. Саме тому ця частина села дістала назву «Могила».
12 червня 2020 року, відповідно до розпорядження Кабінету Міністрів України № 730-р «Про визначення адміністративних центрів та затвердження територій територіальних громад Чернігівської області», село увійшло до складу Борзнянської міської громади.

19 липня 2020 року, в результаті адміністративно-територіальної реформи та ліквідації Борзнянського району, увійшло до складу Ніжинського району Чернігівської області.

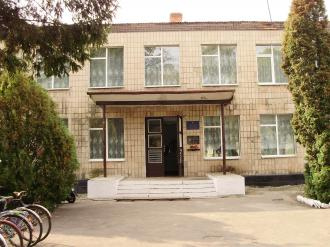
Прохорська ЗОШ І-ІІІ ступенів

## Населення

### Мова
Розподіл населення за рідною мовою за даними перепису 2001 року:
| Мова       | Кількість | Відсоток |
| ---------- | --------- | -------- |
| українська | 807       | 98.9%    |
| російська  | 9         | 1.1%     |
| Усього     | 816       | 100%     |

### Кількість населення
Динаміка кількості населення:
| Рік  | Кількість жителів | Джерело                                                                                    |
| ---- | ----------------- | ------------------------------------------------------------------------------------------ |
| 1740 | 972               | Сповідна відомість церкви Різдва Христового с. Прохори за 1740 рік, ЦДІАК Ф.127 о.1015 с.5 |
| 1750 | 1349              |                                                                                            |
| 1787 | 2062              | Сповідна відомість церкви Різдва Христового с. Прохори за 1787 рік, ДАЧО Ф.679 о.1 с.441   |
| 1811 | 1971              | Сповідна відомість церкви Різдва Христового с. Прохори за 1811 рік, ДАЧО Ф.679 о.1 с.446   |
| 1846 | 2151              | Сповідна відомість церкви Різдва Христового с. Прохори за 1846 рік, ДАЧО Ф.679 о.1 с.450   |
| 1897 | 3187              |                                                                                            |
| 1959 | 2035              |                                                                                            |
| 1998 | 1000              |                                                                                            |
| 2022 | 572               |                                                                                            |

## Відомі виходці
- Федір Васильович Слонецький (Слоницький) (у чернецтві Феофілакт) (1738 або 1744 рік, Прохори — 13 серпня 1827 року, Київ )— український церковний діяч доби Гетьманщини, ректор Києво-Могилянської академії (1795—1803).
- Коломійченко Федір Євдокимович (1886—1938) — український політичний діяч початку ХХ століття.
- Павелко Олексій Пилипович (30 березня 1918 року — 13 березня 2001 року) — український філософ, доктор філософських наук, професор, заслужений діяч науки УРСР, учасник Другої світової війни.